# Jean-Marie Villemot
Pour les articles homonymes, voir Villemot.
Jean-Marie Villemot est un auteur français de romans policiers né à Montmorillon le 29 octobre 1961 et mort le 9 janvier 2011 à Villejuif.

### Romans
- L'Œil mort (Série noire n°2546, 1999)

Prix Michel-Lebrun de la Ville du Mans 2000
- Trilogie du père Brigand, "prêtre détective"
  - Abel Brigand (Rivages/Mystère n°45, 2002)[3]
  - Ce monstre aux yeux verts (Rivages/Noir n°499, 2004)[4]
  - Les Petits Hommes d'Abidjan (Rivages/Noir, 2006)
- L'Évangile obscur (Rivages/Noir n°781, 2010)[5]

### Nouvelles
- (collectif) (auteurs listés plus bas), Frédéric Prilleux (direction d'ouvrage) et Bruno Derrien (préfacier ; ex-arbitre international de football), Les Hommes en noir : nouvelles, Paris, Les Contrebandiers éditeurs, 13 janvier 2011, 170 p. (ISBN 978-2-915438-44-4, BNF 42345429)Ouvrage qui regroupe 17 nouvelles sur les règles du football et la fonction de gardien de but. Liste des auteurs et des nouvelles : Marc Villard : Loi 1 : Le Terrain de jeu ; Jérôme Leroy : Loi 2 : Le Ballon ; Jean-Hugues Oppel ; Loi 3 : Le Nombre de joueurs ; Michel Pelé : Loi 4 : L'Équipement des joueurs ; Thierry Gatinet : Loi 5 : L'Arbitre ; Denis Flageul : Loi 6 : L'Arbitre-assistant ; Jean-Luc Manet : Loi 7 : La Durée du match ; Thierry Crifo : Loi 8 : Le Coup d'envoi et la reprise du jeu ; François Thomazeau : Loi 9 : Le Ballon en jeu et hors du jeu ; Pierre Cherruau : Loi 10 : Le But marqué ; Olivier Thiébaut : Loi 11 : Le Hors-jeu ; Annelise Roux : Loi 12 : La Faute et le comportement antisportif ; Caryl Férey : Loi 13 : Le Coup franc ; Jean-Marie Villemot : Loi 14 : Le Coup de pied de réparation ; Marcus Malte : Loi 15 : La Rentrée de touche ; Jean-Noël Levavasseur : Loi 16 : Le Coup de pied de but ; Dominique Sylvain : Loi 17 : Le Coup de pied de coin (corner).

## Prix
- Prix Michel-Lebrun de la Ville du Mans 2000 pour L’Œil mort[6]